# Gorna Breznica
Gorna Breznica (bułg. Горна Брезница) – wieś w południowo-zachodniej Bułgarii, w obwodzie Błagojewgrad, w gminie Kresna. Według danych Narodowego Instytutu Statystycznego, 31 grudnia 2011 roku wieś liczyła 637 mieszkańców.

## Sport
- Klub piłkarski Bałkan Gorna Breznica, ze stadionem Bujna Park

## Zabytki
Do zabytku zalicza się:
- Kaplica proroka Eliasza

## Osoby związane z Gorną Breznicą
- Stojan Todorow – bohater WMORO-u